# Anne-Marie Brisebarre
Pour les articles homonymes, voir Brisebarre.
Anne-Marie Brisebarre est une ethnologue française, directrice de recherche au laboratoire d'anthropologie sociale du Collège de France à l'École des hautes études en sciences sociales à Paris. Sa spécialité est la transhumance.

## Ouvrages
- Bergers des Cévennes. Histoire et ethnographie de l'élevage ovin et de la transhumance en Cévennes, Berger-Levrault, 1978 (ISBN 2-7013-0173-4)
- Le Berger, Berger-Levrault, 1980 (ISBN 2-7013-0381-8)
- La fête du mouton : un sacrifice musulman dans l'espace urbain, CNRS Editions, 1998 (ISBN 2-271-05604-7)
- Des moutons : l'histoire, l'anatomie, l'élevage et la diversité, Gulf Stream/France UPRA sélection, 2002 (ISBN 2-909421-20-1)
- Bergers et transhumances, De Borée, 2007 (ISBN 978-2-84494-628-7)
- Chemins de transhumances. Histoire des bêtes et bergers du voyage, Paris, Delachaux et Niestlé, 2013 (ISBN 978-2-603-01988-7, BNF 44283551)